# Rivière du Peuplier
Rivière du Peuplier är ett vattendrag i Kanada.   Det ligger i provinsen Québec, i den östra delen av landet, 800 km norr om huvudstaden Ottawa.
Trakten runt Rivière du Peuplier är nära nog obefolkad, med mindre än två invånare per kvadratkilometer.